# Thread (discussão)

Exemplo gráfico de uma thread num fórum qualquer.

Uma thread, também conhecida como linha de discussão ou fio de discussão (ou ainda topic thread, discussion thread, árvore de tópicos ou árvore de discussão) é um recurso bastante comum na internet, em especial em fóruns de discussão. Consiste no encadeamento de uma conversa, a partir de uma mensagem original qualquer postada em algum local de discussão virtual, de respostas subordinadas uma à outra. É possível que haja resposta da resposta e assim por diante, formando então essa cadeia de tópicos que é chamada thread.
O termo thread, em especial, é um termo em inglês que significa "linha" ou "fio", em um sentido análogo à "linha do tempo" ou "linha de raciocínio"; nesse caso, a thread significa "linha de discussão" ou "fio de discussão". Apesar do termo ser usado normalmente no feminino, algumas vezes emprega-se o termo no masculino, como: "um thread de discussão".
Veja, por exemplo, na figura ao lado: uma possível cascata de conversa se desenrolou a partir de uma mensagem original qualquer. Uma linha de discussão se segue, por exemplo, passando pelas respostas: B, BA e BAB. Todo esse conjunto de respostas subordinadas à mensagem original formam uma thread de discussão. Geralmente, uma thread se prende ao assunto original, mas é possível que o assunto mude ao decorrer da discussão. Pode-se dizer que a tendência do assunto mudar é maior conforme aumenta a distância "horizontal" da mensagem original.
Algumas variações como: mail thread, Orkut thread, wikithread etc. podem existir de acordo com o ambiente que ocorre as threads de discussão.
Pode-se também chamar de "thread", não somente a árvore da discussão, mas o assunto em si. Por exemplo, pode-se dizer: "a thread sobre animais ficou enorme!".